# Usine PSA d'Aulnay-sous-Bois
L'usine PSA d'Aulnay-sous-Bois était une usine créée par Citroën en 1973 sur le territoire de la ville d'Aulnay-sous-Bois à proximité des autoroutes A1, A3 et A104. Prenant la suite du site historique de Javel, elle a intégré l'ancien Groupe PSA à la suite du rachat de la marque Citroën à Michelin par Peugeot en 1976. Elle ferme en 2014.
Elle comprend une unité de ferrage, de peinture et de montage – deux lignes de montage de 1979 à juin 2008 –, ainsi que tous les équipements annexes d'une usine automobile complète. Elle dispose également de deux unités uniques dans le groupe : un service anti-pollution dans lequel sont mesurées les émissions de tous les nouveaux véhicules qui est fermé en août 2012 et reconstruit sur le site de Mulhouse, et le conservatoire Citroën inauguré en 2001 dans lequel sont conservés tous les anciens modèles de la marque. Ce site est ouvert à la visite.

## Décision d'implantation
Dès la fin des années 1960, Citroën souhaite quitter le 15e arrondissement de Paris où ses infrastructures sont vieillissantes et le contexte urbain peu propice, mais souhaite néanmoins garder un site important en région parisienne, qui sera choisi à Aulnay-sous-Bois. Après les cinq semaines de grève et d'occupation de mai 1968, Citroën tente de bloquer l'implantation de la CGT et favorise la Confédération française du travail. L'usine monte progressivement en régime avec un pic de recrutement vers 1975-1976 pour atteindre 8 000 salariés, mais assez loin des 12 000 qui étaient planifiés .

## Histoire
La pression de la CFT s'effrite avec l'arrivée d'un gouvernement de gauche. L'entreprise a connu un grand mouvement de grève d'audience nationale en mai-juin 1982, mené en particulier par les ouvriers immigrés pour le respect de la liberté syndicale, les salaires et les conditions de travail. Le conflit entre en résonance avec ceux menés en juin 1982 puis à la fin de 1983 à l'usine Talbot de Poissy. Les élections de juin 1982 à l'usine Citroën d'Aulnay voient la CGT bondir de 9 à 57 %, tandis que la CSL tombe de 82 % à 33 % et la CFDT 6 %.
En 1984, un premier plan de 800 licenciements décapite la section CGT et, au terme d'une grève qui se termine par un échec, la CSL redeviendra majoritaire jusqu'en 2007 inclus (sous le nom de SIA).
En 2002 PSA vend son atelier d'emboutissage à Magnetto Automotive, filiale de l'Italien CLN Group.
En 2003, la six millionième voiture sort des chaînes. En 2004, l'usine établit un record de production de 418 000 véhicules, pour environ 5 000 employés du groupe PSA (hors sous-traitance et intérim).
En mars 2005, on voit un nouveau mouvement de grève victorieux de huit jours sur la question du maintien des salaires en période de chômage technique, premier conflit d'ampleur depuis 15 ans dans le groupe PSA.
Début 2007, se produit un long conflit de six semaines, du 28 février au 10 avril, sur la question des salaires. Cette grève a été très médiatisée et prend part dans la campagne électorale de l'élection présidentielle de cette même année avec la visite de cinq candidats à la présidentielle, dont Arlette Laguiller et Olivier Besancenot, le 7 mars, ou Ségolène Royal le 2 avril. Des artistes comme Idir ou Papa Wemba ont aussi défendu cette grève en proposant un concert de soutien le 14 avril. Les principales revendications sur les salaires, la retraite à 55 ans et le recrutement d'intérimaires n'ont pas été satisfaites. La direction se défend de pouvoir à elle seule résoudre des problèmes comme la hausse des loyers et des transports.
En juin 2011, un document interne est révélé par la CGT, qui programmerait fermeture du site en 2014. Le 12 juillet 2012, la direction de PSA confirme l'arrêt de production de la C3 II pour 2014, la C3 II ne serait plus produite que sur le site PSA de Poissy. La moitié des 3 000 salariés d'Aulnay serait reclassée en interne selon ce projet, et l'autre moitié serait reclassée sur le bassin d'emploi autour du site. Le site lui-même bénéficierait de revitalisation.
En 2013, le site connaît une grève de quatre mois de janvier à mai qui entrave l'essentiel de l'activité du site. Le 30 août 2013, la direction de PSA annonce en comité d'entreprise que l'usine d'Aulnay-sous-Bois, dont la fermeture est programmée en 2014, va cesser d'assembler des C3 fin octobre 2013. La dernière sort des chaînes de montage le 25 octobre 2013. Le 25 octobre une C3 vraie-fausse dernière voiture sort des lignes de production. Elle est achetée par Citroën Héritage, le conservatoire de la marque Citroën et exposée sous le nom de Citroën C3 Heritage.
En janvier 2017, Jean-Christophe Lagarde avance que la fermeture de l'usine en 2013, était due à une « omniprésence » de l'islam et « au fait qu'il y avait des exigences religieuses au travail, d'arrêt de travail, de baisse de productivité », la direction mettant en avant, elle, des raisons économiques.

## Liste des véhicules produits par date de lancement
- 1973 à 1974 : DS
- 1974 à 1989 : 1 012 733 Citroën CX
- 1975 à 1981 : 61 072 Citroën Type H (Utilitaire)
- 1977 à 1986 : 307 152 Citroën LN
- 1977 à 1982 : 119 656 Peugeot 104
- 1979 à 1986 : 366 185 Citroën Visa
- 1986 à 1995 : 1 069 468 Citroën AX
- 1990 à 1990 : 21 140 Peugeot 205
- 1991 à 1996 : 729 271 Citroën ZX
- 1992 à 1993 et de 1998 à 2003 : 516 666 Peugeot 106
- 1996 à 2003 : 1 662 290 Citroën Saxo
- 2002 à 2009 : 1 625 665 Citroën C3
- 2003 à 2009 : 622 173 Citroën C2
- 2009 à 2013 : 455 768 Citroën C3 II[15]

## Production
| Année      | 1996    | 1997    | 1998    | 1999    | 2000    | 2001    | 2002    | 2003    | 2004    | 2005    | 2006    | 2007    | 2008    | 2009    | 2010    | 2011    |
| ---------- | ------- | ------- | ------- | ------- | ------- | ------- | ------- | ------- | ------- | ------- | ------- | ------- | ------- | ------- | ------- | ------- |
| Production | 237 227 | 259 325 | 268 819 | 423 313 | 401 665 | 355 003 | 413 944 | 447 575 | 421 281 | 283 197 | 299 000 | 300 430 | 248 400 | 218 830 | 195 500 | 135 700 |

## Quelques chiffres
En activité, le site PSA représentait 168,5 hectares, dont 44 de bâtiments avec 28 hectares d'espaces verts, 17 km de voies ferrées, 21 km de routes intérieures pour 8 568 391 automobiles produites.

## Reconversion du site
29 des 160 hectares du site sont cédés à la Société du Grand Paris pour accueillir un site de maintenance et de remisage du matériel roulant (SMR), un site de maintenance des infrastructures (SMI) et le poste de commande et de contrôle centralisé (PCC) des lignes 16 et 17 du Grand Paris Express. À l'horizon 2023, il devrait accueillir 350 emplois.
Le promoteur SEGRO a acquis un terrain de 18 hectares afin d'y implanter des entrepôts logistiques (pour Carrefour et Chronopost).
Le 30 novembre 2017, l'EPFIF acquiert les 105 hectares de terrains restant à PSA pour 110 millions d'euros pour construire environ 2 500 logements via une société d’économie mixte d’aménagement à opération unique dont la Ville d'Aulnay détiendra 17 % du capital, tout comme Grand Paris Aménagement, le solde étant détenu par des investisseurs privés,.

### Documentaire
- Comme des lions (2016) de Françoise Davisse retrace la lutte des salariés de l'usine, de 2011 à 2013.